# Troglodyte rayé
Campylorhynchus nuchalis
Espèce
Statut de conservation UICN

 LC  : Préoccupation mineure
Le Troglodyte rayé (Campylorhynchus nuchalis) est une espèce de passereau appartenant à la famille des Troglodytidae.

## Répartition et habitat
C'est un oiseau trouvé dans les savanes du nord de la Colombie et du centre du Venezuela. Il vit dans les endroits secs, au bord des cours d'eau, dans les champs jusqu'à une altitude de 800 m.

## Comportement
Il a attiré l'attention des scientifiques car c'est un bon exemple d'élevage coopératif. Il vit en groupes allant de 2 à 10 oiseaux adultes. Dans ce nombre, un seul couple va se reproduire au début de la saison des pluies (de mai à septembre). Cependant, tous les membres du groupe participent à la défense du territoire et à l'alimentation des jeunes à la fois au nid et après l'envol. On les appelle des aides.
Les aides du groupe sont généralement des descendants ou des frères ou sœurs du couple reproducteur. Après une ou deux saisons, les femelles doivent normalement quitter le groupe natal et rejoindre un autre groupe comme aide, généralement dans un territoire voisin. Les mâles restent généralement à leur nid natal et s'ils survivent hériteront du poste de reproducteur mâle (mais dans certaines circonstances, ils peuvent aussi quitter le groupe). Si le mâle reproducteur meurt ou est destitué, le mâle le plus ancien du groupe prend normalement sa place.
Comme on pouvait s'y attendre dans une espèce où les deux sexes partagent les soins parentaux, la Troglodyte rayé ne montre pas de dimorphisme sexuel apparent.

## Sous-espèces
D'après Alan P. Peterson, il existe les trois sous-espèces suivantes :
- Campylorhynchus nuchalis nuchalis
- Campylorhynchus nuchalis pardus
- Campylorhynchus nuchalis brevipennis